# Леандро Андраде
Леандро Лівраменто Андраде або просто Леандро Андраде (порт. Leandro Livramento Andrade / Leandro Andrade; нар. 24 вересня 1999, Тавіра, Португалія) — кабовердійський футболіст, півзахисник азербайджанського клубу «Карабах» (Агдам) та національної збірної Кабо-Верде.

## Клубна кар'єра
Леандро вихованець юнацьких команд «Тавіра», «Фару», «Спортінг» (Лісабон), «Фаренсе» та «Ольяненсе».
Футбольну кар'єру розпочав 2018 року в «Ольяненсе», у наступному році перейшов до нижчолігового клубу «Фатіма».
У липні 2020 року підписав контракт із болгарським клубом «Черно море». 16 серпня 2020 року, Андраде дебютував у Першій лізі Болгарії вийшовши на заміну в переможному матчі 4–0 проти команди «Етар» (Велико-Тирново).
13 січня 2021 року клуб азербайджанської Прем’єр-ліги «Карабах» оголосив про підписання контракту з Андраде з «Чорного моря» до 30 червня 2025 року.

## Кар'єра в збірній
У березні 2022 року отримав виклик до національної збірної Кабо-Верде. У футболці національної збірної дебютував 25 березня 2022 року в переможному товариському матчу (6–0) проти Ліхтенштейну, в якому вийшов на заміну на 56 хвилині.

## Титули і досягнення
- Чемпіон Азербайджану (4):

«Карабах»: 2021-22, 2022-23, 2023-24, 2024-25
- Володар Кубка Азербайджану (2):

«Карабах»: 2021-22, 2023-24